# Nigritomyia ceylonica
Nigritomyia ceylonica är en tvåvingeart som beskrevs av Kertesz 1920. Nigritomyia ceylonica ingår i släktet Nigritomyia och familjen vapenflugor.
Artens utbredningsområde är Sri Lanka. Inga underarter finns listade i Catalogue of Life.